# Красный (Челябинская область)
Кра́сный — посёлок в Миасском городском округе Челябинской области.

## География
Расположен на берегу реки Верхний Иремель. Расстояние до Миасса — 40 км.

## Население
| 2002 | 2010 |
| ---- | ---- |
| 11   | ↘6   |

По данным Всероссийской переписи, в 2010 году численность населения посёлка составляла 6 человек (3 мужчины и 3 женщины).

## Улицы
Уличная сеть посёлка состоит из 4 улиц и 1 переулка.